# Virginia highlander
Virginia highlander är en hästras av ponnytyp som utvecklades i USA. Virginia highlandern är ganska nyetablerad som ras och har utvecklats under en mycket kort period på enbart 30 år i delstaten Virginia. Rasens stamfader lever än idag, 21 år gammal. Älskade för sina extra gångarter, liknande tölt och för sitt lite mer ponnylika utseende som går emot alla andra avelstrender i USA växer ponnyerna i antal och är populära som turridningshästar i delstaten Virginia.

## Historia
Rasens historia är något unik och rasen utvecklades under bara 30 år i USA. Ranchägaren William M. Pugh blev inspirerad av en enda hingst när han bestämde sig för att utveckla highlanderhästarna. Hingsten hette Pogo och hade fötts under början av 1960-talet av ett sto som var en korsning mellan en Tennessee walker och ett arabiskt fullblod som William Pugh hade köpt i Kentucky, helt ovetandes om att hon var dräktig. Det lilla fölet Pogo överraskade alla när han föddes inte bara för att han var oväntad utan även för att han naturligt besatt en extra gångart och hade en tydlig ponnykaraktär. William Pugh gissade på att fadern till fölet hade varit en welshponny och genast funderade han på idén att skapa små ponnyer som var "gaited", dvs besatt extra gångarter. I USA var det annars populärt med större hästar med extra gångarter som föddes upp i överflöd, bland annat American saddlebred, Rackhäst m.fl. Med de nya ponnyerna skulle William Pugh gå helt mot strömmen.
Med Pogo som inspiration började han avla på welshponnyer som han korsade med små varianter av större hästar med extra gångarter, så kallade gaited,  till exempel Tennessee walker, american saddlebred och hackneyhästar. Araber blandades även in för lite mer ädelt utseende, samt morganhästar för lugn och tålamod. Så fort en hingst som höll måttet fötts sålde William Pugh de gamla hingstarna. Även de ston och föl som inte höll måttet såldes.
1986 föddes en av de hingstar som skulle komma att bli stamfader åt rasen. Han hette Shadow of the Ridge och blev även William Pughs egen privata häst som han red på och älskade. Nu hade Pugh en standard på sina hästar och Shadow blev den huvudsakliga avelshingsten. Även hingsten Pugh's Red Cloud blev en av de bästa hingstarna inom rasens korta historia.
År 1991 startades en förening för rasen, enbart 30 år efter att William Pugh hade kläckt idén om en ny hästras och Virginia highlandern blev officiellt godkänd som en egen ras och fick ett register. Idag finns ca 200 registrerade hästar av rasen och stamfadern Shadow lever kvar på samma farm, Highland Farm i Virginia, 21 år gammal.

## Egenskaper
William Pugh lyckades med sitt mål att få en mindre gaited häst med tydlig ponnykaraktär. Virginia highlandern är en lugn och tålmodig ponny, med den extra gångarten som kallas rack eller singlefoot. Den är mycket lik tölt med ett svävmoment där bara en hov sätts ner i marken i taget och denna gångart är väldigt bekväm för ryttaren att rida i. Ponnyn som är väldigt stark för att vara så kort passar både barn och vuxna och är populära som turridningshästar i Virginia.